# Sturmgewehr 44
A Sturmgewehr 44 (rövidítve: StG44)  a köztes lőszert tüzelő modern automata karabélyok (gépkarabélyok) egyike, amelyet a második világháború alatt Németországban fejlesztettek ki.

## Története
A  II. világháború elején a Haenel és a Walther fegyvergyárak kaptak megbízást az új 7,92 × 33 mm-es köztes lőszert tüzelő kézifegyver kifejlesztésére. A fegyverek a MKb (Maschinenkarabiner – gépkarabély) megnevezést kapták, 1942 tavaszára a Haenel, MKb42(H) típusjelű karabélyból 10 000, a Walther MKb42(W) típusúból kb. 8000 db-ot gyártott. A fegyverek 1942-ben kerültek a keleti frontra, a csapatpróbákon az MKb42(H) bizonyult jobbnak. A Wehrmacht MP43 (Maschinenpistole 43) néven rendszeresítette. A típusjelet Hitler utasítására, a harciasabb StG44-re (Sturmgewehr 44 – rohampuska 44) módosították.

## Szerkezeti kialakítása
A fegyver nem a hagyományos fegyvergyártási módszerekkel készült, csak a legnagyobb igénybevételnek kitett alkatrészek készültek nagy szakítószilárdságú acélból, a fegyver gyártásának alapelve az olcsóság volt, így a legtöbb elem ponthegesztéssel és préselt lemez felhasználásával készült. Az StG44 így olcsó, könnyen gyártható, ugyanakkor megbízható, pontos, és nagy tűzerejű fegyver lett.
Az StG44 nehezebb (tömege közel 5,5 kg) kora hasonló ismétlőfegyvereinél. A gépkarabély gázelvételes rendszerű. A csőből elvezetett lőporgáz a gázhengerbe kerül, ahol egy gázdugattyút működtet. A gázdugattyú végzi a zár mozgatását. A zár rögzítését billenő retesz biztosítja. A cső hűtésére a légáramlást elősegítő, az előágy közelében elhelyezett perforált lemezborítás szolgál. A tűzváltó billentyű és a tűzbiztosító kar a pisztolymarkolat hátsó oldalán található, a markolaton a tűzváltó állása nincs jelölve, így sötétben vagy a harc hevében könnyen összekeverhető.

## Galéria

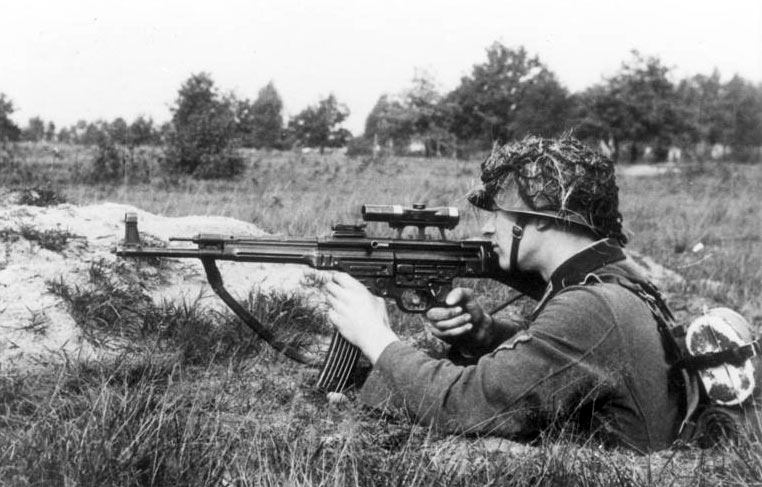
Egy katona bemutatja az átmeneti MP 43/1 változatot, amelyet a puska távolsági alkalmasságának meghatározására használtak, 1943 októberében. A puskát ZF 4 teleszkópos irányzékkal látják el.
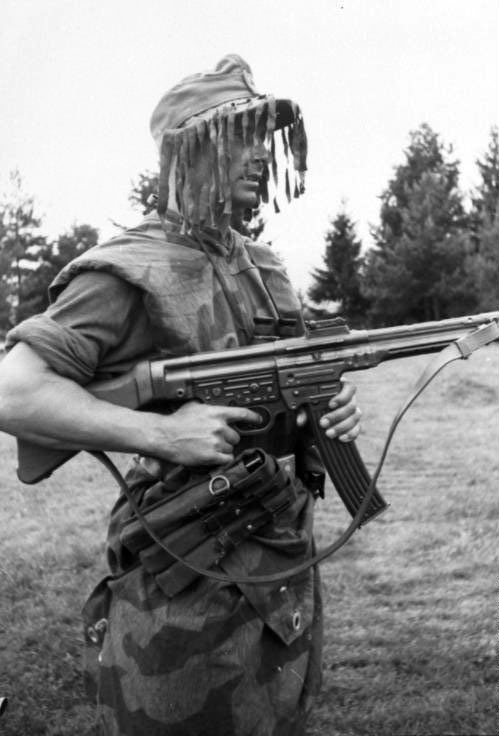
Katona álcázó sapkában és 44-es rohampuskával, 1944 júliusában.
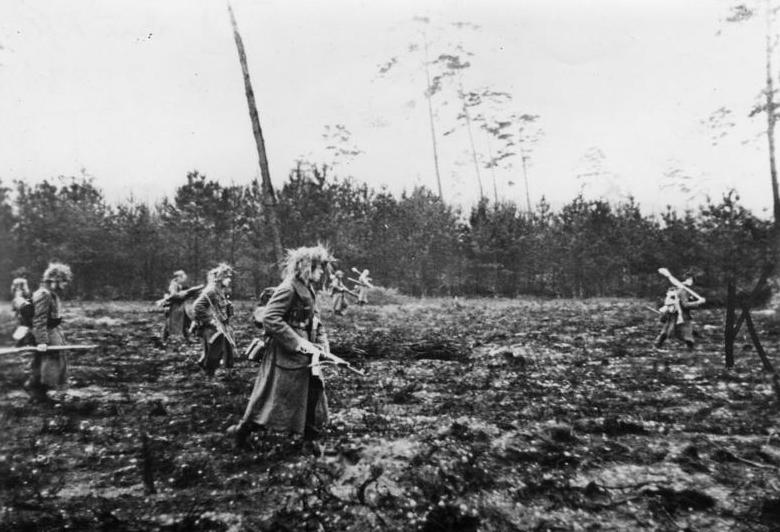
Páncélgránátosok a Nyugati fronton Aachen közelében (Németország) területén tevékenykednek 1944 decemberében.
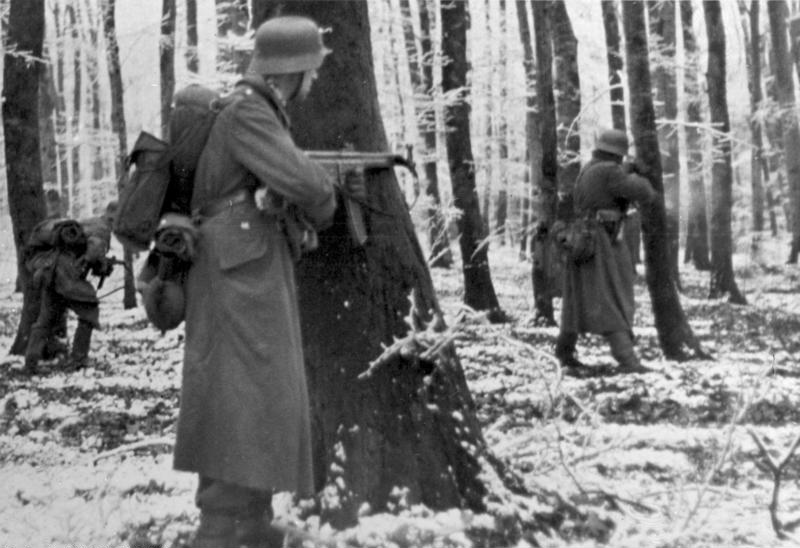
StG 44-essel felszerelt Volksgrenadier-ek az ardenneki offenzíva közben, 1944 decemberében.
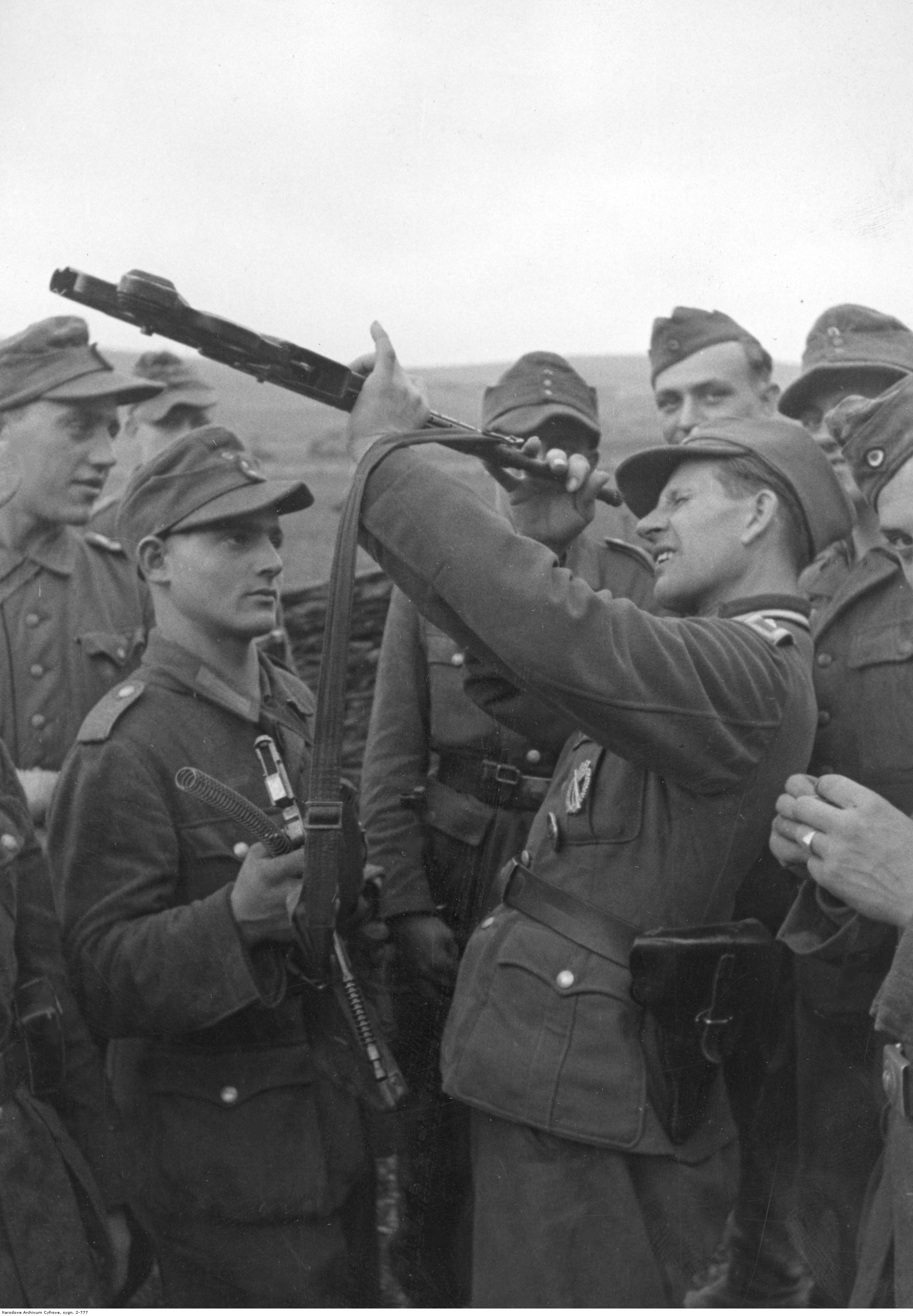
Egy fegyvermester ellenőrzi az StG 44 rohampuskát a galíciai fronton, 1944 októberében.
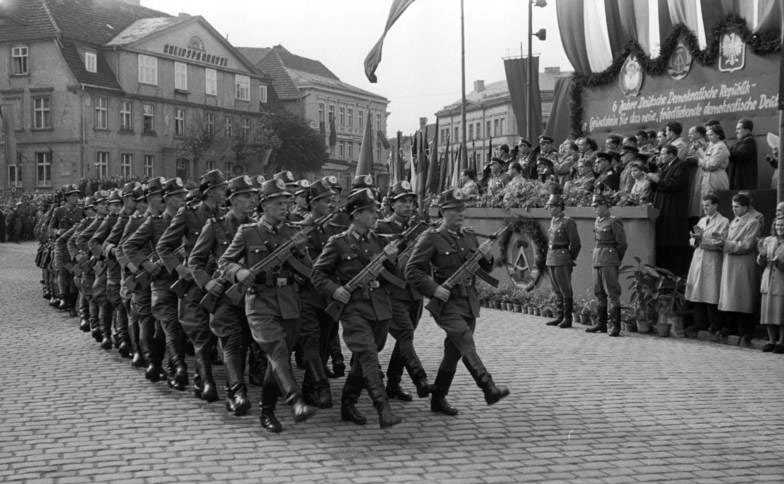
A kelet-német Volkspolizei tisztjei 1955-ben Neustrelitz utcáin vonulnak fel. Az StG 44 az 1960-as évek elejéig maradt a szervezet szolgálatában.

## Lásd még
- PPS–41
- Beretta Modello 38
- FNAB–43

## Külső hivatkozások
- Modern firearms(angolul)
- II. világháborús fegyverek Archiválva 2010. január 4-i dátummal a Wayback Machine-ben(angolul)
- StG 44 / MP 44 – három oldalas cikk a waffeninfo.net-en